# 서동초등학교 (충남)
서동초등학교는 대한민국 충청남도 서산시에 있는 공립 초등학교이다.

## 학교 연혁
- 1962년 9월 1일: 서산국민학교 분실 인가
- 1964년 4월 1일: 서동국민학교 개교

## 참고 자료
- 서동초등학교 - 한국교육학술정보원 학교알리미